# Tina Majorino
Albertina „Tina” Marie Majorino (Westlake Village, Kalifornia, 1985. február 7. –) amerikai filmes és televíziós színésznő.
Leginkább a Veronica Mars című sorozatban és a Nevetséges Napóleon című 2004-es filmvígjátékban játszott szerepei tették híressé.

## Fiatalkora és családja
A kaliforniai Westlake Village-ben született, részben olasz származású. Szülei Robert Majorino ingatlanügynök és Sarah Black. Egy bátyja van, Kevin, akivel egy közös rockzenekarban játszanak, mely AM Project néven fut.

## Pályafutása
Az 1992-es Camp Wilder tévésorozatban kezdte karrierjét. 1994-ben a Ha a férfi igazán szeret című romantikus filmben debütált a mozivásznon. A Corina, Corina és az André, a fóka című filmek főszerepében is láthatta a közönség, mindkettőt 1994 augusztusában forgatták. Az 1995-ös Waterworld – Vízivilág című filmben egy gyereket alakított, akit Kevin Costner figurája, a tengerész ment meg. Legtöbb szerepe az 1990-es évek végén független film és televíziós sorozat volt. 1999-ben a címszereplőt játszotta az Alice Csodaországban tévéfilmben.
2004-ig nem szerepelt filmekben. Ekkor a Nevetséges Napóleonban Jon Heder oldalán tűnt fel. 2004-től 2007-ig játszotta a Veronica Mars című sorozatban a számítógépekhez értő Cindy „Mac” Mackenzie-t. Majorino a harmadik évadban vált a sorozat főszereplőinek egyikévé. A 2006-ban indult Hármastársak című sorozatban visszatérő szerepet játszott 2011-ig.
Majorini szerepelt már egy klipben, amit a Lifehouse Blind című számához forgattak. Testvérével, Kevinnel rockegyüttest alapítottak, The AM Project néven.

## Filmográfia

### Film
| Év   | Magyar cím               | Eredeti cím              | Szerep                | Magyar hang   |
| ---- | ------------------------ | ------------------------ | --------------------- | ------------- |
| 1994 | Ha a férfi igazán szeret | When a Man Loves a Woman | Jess Green            | Csondor Kata  |
| 1994 | Corrina, Corrina         | Corrina, Corrina         | Molly Singer          | Molnár Ilona  |
| 1994 | André, a fóka            | Andre                    | Toni Whitney          | Szabó Luca    |
| 1995 | Waterworld – Vízivilág   | Waterworld               | Enola                 | Molnár Ilona  |
| 1995 | Waterworld – Vízivilág   | Waterworld               | Enola                 | Károlyi Lili  |
| 1997 |                          | Santa Fe                 | Crystal Thomas        |               |
| 2004 | Nevetséges Napóleon      | Napoleon Dynamite        | Deb                   | Molnár Ilona  |
| 2006 |                          | Think Tank               | Sal                   |               |
| 2006 |                          | A Sharp                  | lány (rövidfilm)      |               |
| 2007 |                          | What We Do Is Secret     | Michelle              |               |
| 2012 |                          | Should've Been Romeo     | Alice                 |               |
| 2014 | Veronica Mars            | Veronica Mars            | Cindy „Mac” Mackenzie | Roatis Andrea |

### Televízió
| Év        | Magyar cím                       | Eredeti cím                    | Szerep                           | Megjegyzések                            |
| --------- | -------------------------------- | ------------------------------ | -------------------------------- | --------------------------------------- |
| 1992–1993 |                                  | Camp Wilder                    | Sophie Wilder                    | főszereplő (19 epizód)                  |
| 1996      |                                  | New York Crossing              | ismeretlen szerep                | tévéfilm                                |
| 1997      | Amazonok a vadnyugaton           | True Women                     | fiatal Euphemia Ashby            | tévéfilm magyar hangja Csuha Borbála    |
| 1997      |                                  | Before Women Had Wings         | Avocet Abigail 'Bird' Jackson    | tévéfilm                                |
| 1997      |                                  | Merry Christmas, George Bailey | Janie Bailey                     | tévéfilm                                |
| 1999      | Alice Csodaországban             | Alice in Wonderland            | Alice                            | tévéfilm                                |
| 2004      | Nyomtalanul                      | Without a Trace                | Serena Barnes / Andrews          | 1 epizód                                |
| 2004–2007 | Veronica Mars                    | Veronica Mars                  | Cindy „Mac” Mackenzie            | visszatérő és főszereplő (34 epizód)    |
| 2006–2011 | Hármastársak                     | Big Love                       | Heather Tuttle                   | visszatérő szereplő (26 epizód)         |
| 2010      |                                  | In Security                    | ismeretlen szerep                | tévéfilm                                |
| 2010      | Mélyvízben                       | The Deep End                   | Addy Fisher                      | főszereplő (7 epizód)                   |
| 2011      | Castle                           | Castle                         | Reese Harmon                     | 1 epizód                                |
| 2011–2012 | Dr. Csont                        | Bones                          | Genevieve Shaw különleges ügynök | 3 epizód                                |
| 2012      |                                  | Napoleon Dynamite              | Deb (hangja)                     | főszereplő (6 epizód)                   |
| 2012      | True Blood – Inni és élni hagyni | True Blood                     | Molly                            | visszatérő szereplő (6 epizód)          |
| 2012–2013 | A Grace klinika                  | Grey's Anatomy                 | Dr. Heather Brooks               | visszatérő szereplő (22 epizód)         |
| 2014      | Legends – Beépülve               | Legends                        | Maggie Harris                    | főszereplő, 1. évad (10 epizód)         |
| 2017–2018 | Skorpió – Agymenők akcióban      | Scorpion                       | Florence                         | visszatérő szereplő 4. évad (12 epizód) |
| 2020      | A sötétség titkai                | Into the Dark                  | Jenny                            | 1 epizód                                |
| 2020      |                                  | Etheria                        | Erin                             | 1 epizód                                |
| 2022      | Doktor Murphy                    | The Good Doctor                | Grace                            | 1 epizód                                |